# 대리석 인간
대리석 인간(폴란드어: Człowiek z marmuru, 폴란드어: Man of Marble)은 폴란드에서 제작된 안제이 바이다 감독의 1977년 드라마 영화이다. 제르지 라지빌로비츠 등이 주연으로 출연하였다.

## 출연

### 주연
- 제르지 라지빌로비츠
- 크리스티나 얀다

### 조연
- 비에스라브 보이식
- 크리스티나 자크바토빅즈
- 마그다 테레사 보이식
- 안제이 세베린
- 펠릭스 팔크

## 제작진
- 미술: 알란 스타스키